# Rudtjärnen (Nederluleå socken, Norrbotten, 729199-177511)
Rudtjärnen är en sjö i Luleå kommun i Norrbotten och ingår i Luleälvens huvudavrinningsområde. Sjön har en area på 0,0717 kvadratkilometer och ligger 23,9 meter över havet. Sjön avvattnas av vattendraget Åkerbäcken.

## Delavrinningsområde
Rudtjärnen ingår i det delavrinningsområde (729420-177600) som SMHI kallar för Utloppet av Bälingsträsket. Medelhöjden är 35 meter över havet och ytan är 35,23 kvadratkilometer. Det finns inga avrinningsområden uppströms utan avrinningsområdet är högsta punkten. Åkerbäcken som avvattnar avrinningsområdet har biflödesordning 2, vilket innebär att vattnet flödar genom totalt 2 vattendrag innan det når havet efter 28 kilometer. Avrinningsområdet består mestadels av skog (66 procent). Avrinningsområdet har 4,97 kvadratkilometer vattenytor vilket ger det en sjöprocent på 14,1 procent.